# Rondissone
Rondissone est une commune italienne de la ville métropolitaine de Turin, dans la région Piémont.

## Administration
| Période                                  | Période | Identité       | Étiquette | Qualité |
| ---------------------------------------- | ------- | -------------- | --------- | ------- |
|                                          |         | Franco Lomater |           |         |
| Les données manquantes sont à compléter. |         |                |           |         |

### Communes limitrophes
Mazzè, Cigliano, Saluggia, Chivasso, Torrazza Piemonte, Verolengo

## Fêtes, foires
2e mardi de mai: Foire du printemps